# Pål Hansen
Pål Hansen (1972) è un ex saltatore con gli sci norvegese.

## Biografia
In Coppa del Mondo esordì l'11 marzo 1992 a Trondheim (51°) e ottenne l'unico podio il 15 marzo 1996 a Oslo (2°). Non partecipò né a rassegne olimpiche né iridate.

## Palmarès

### Coppa del Mondo
- Miglior piazzamento in classifica generale: 89º nel 1996
- 1 podio (a squadre):
  - 1 secondo posto